# السوق (المخادر)

تعديل مصدري - تعديل

السوق  إحدى حارات مدينة المخادر بمحافظة إب، بلغ تعداد سكانها 163 نسمة حسب تعداد اليمن لعام 2004.